# Губкін (футбольний клуб)
«Губкін» (рос. Футбольный клуб «Губкин») — російський футбольний клуб з однойменного міста. Виступав у другому дивізіоні, зона «Центр». До 2003 називався «Лебединець». З 1996 по 2004 рік брав участь в аматорських турнірах Третього дивізіону. З 2005 року грав у Другому дивізіоні. У 2013 році розформований.

## Хронологія назв
- 1995—1996 — «Лебединець»
- 1996—2001 — «Кристал»
- 2001—2013 — «Губкін»

## Клубні кольори
| Червоний | Зелений | Білий |

## Історія
У 1996 році в Губкіні створили команду «Кристал», яку в 2001 році перейменовали в ФК «Губкін». Колектив виступав у чемпіонаті Бєлгородської області.
У 2003 році «Губкін» посів друге місце в Кубку СНД серед гірничорудних підприємств.
Роком пізніше команда дебютувала в ЛФЛ (зона «Чернозем'я») та зайняла четверте місце.
У сезоні 2005 року ФК «Губкін» під керівництвом Олега Євсюкова, виступаючи в тій же зоні, став срібним призером, поступившись лише одне очко воронезькому «Динамо». В цьому ж році клуб завоював Кубок Росії серед аматорських команд, перегравши у фіналі калінінградську «Балтику-2» з рахунком 2:1. За підсумками виступу в 2005 році ФК «Губкін» отримав професіональний статус і право брати участь наступного року в змаганнях першості Росії з футболу серед команд другого дивізіону.
Дебют для губкінців у другій лізі виявився успішним — восьме місце в зоні «Центр». Команда стартувала не дуже вдало, але поступово вирівняла гру. У серпні Олега Євсюкова на тренерському посту змінив Вадим Хафізов, який і продовжив готувати команду до наступного сезону. У 2007 році команда довгий час перебувала в нижній частині турнірної таблиці, і в липні Хафізов відправлений у відставку, а виконуючим обов'язки головного тренера став Володимир Пономарьов, який зумів налаштувати колектив на фінішний ривок, завдяки якому «Губкін» в підсумку піднявся на п'яте місце в зоні «Центр».
У 2008 році головним тренером був призначений Федір Щербаченко, чия робота в поєднанні з грамотною трансферною політикою принесла свої плоди: команда стабільно трималася у верхній половині таблиці, та зайняла в кінцівці сезону четверте місце, поступившись бронзовому призеру, «Лохвиці» лише за результатами особистих зустрічей і вирішивши в заключному турі долю переможця зони «Центр» на користь липецького «Металурга», обігравши в гостях курський «Авангард» з рахунком 2:1.
На початку 2009 року Щербаченко, мав домовленість з президентом клубу та главою міста Анатолієм Кретовим про можливість покинути клуб в разі вигіднішої пропозиції, поїхав до Саранська, очоливши місцеву «Мордовію» та запросивши до свого нового клубу декілька гравців основного складу. Новим наставником «Губкіна» став Сергій Савченков, відомий по роботі в Воронежі і Бєлгороді.
У 2010 році команду очолив А. П. Саітов. ФК «Губкін» практично майже вийшов у ФНЛ, все вирішував матч у Москві. Городянам потрібно було як мінімум зберегти нічийний результат. Але склалося так, що «Торпедо» відзначилося голом і вийшло в Футбольну національну лігу. «Губкін» завоював 2-е місце, це найкращий сезон команди.
У сезоні 2012/13 років клуб тренував У. М. Карсанов. Сезон для команди склався не найкращим чином. «Губкін» набрав 37 очок в 30 матчах та посів 12-е місце в турнірній таблиці, після чого клуб позбавили фінансування. Прийняли рішення про розформування команди, але деяких гравців встигли продати.

## Рекордсмени клубу
Найбільша кількість матчів за клуб (2 дивізіон)
- Євген Михайлович Уколов — 105
- Михайло Миколайович Меренков — 79

Найбільша кількість голів за клуб (2 дивізіон):
- Євген Михайлович Уколов — 20
- Сергій Сергійович Фаустов — 16

## Статистика виступів

### У чемпіонатах Росії
| Сезон | Ліга                          | Місце | Примітки                |
| ----- | ----------------------------- | ----- | ----------------------- |
| 1995  | КФК Росії, Центр, Група Б     | 1     |                         |
| 1995  | КФК Росії, Фінал, Група А     | 1     |                         |
| 1996  | КФК Росії, Чорнозем'я         | 2     |                         |
| 2004  | ЛФЛ Росії, Чорнозем'я         | 4     |                         |
| 2005  | ЛФЛ Росії, Чорнозем'я         | 2     |                         |
| 2005  | ЛФЛ Росії, Фінал 1-6          | 1     | Вихід у Другий дивізіон |
| 2006  | Другий дивізіон, зона «Центр» | 8     |                         |
| 2007  | Другий дивізіон, зона «Центр» | 5     |                         |
| 2008  | Другий дивізіон, зона «Центр» | 4     |                         |
| 2009  | Другий дивізіон, зона «Центр» | 4     |                         |
| 2010  | Другий дивізіон, зона «Центр» | 2     |                         |
| 2011  | Другий дивізіон, зона «Центр» | 6     |                         |
| 2012  | Другий дивізіон, зона «Центр» | 12    |                         |

### У кубку Росії
| Сезон   | Раунд |
| ------- | ----- |
| 2006/07 | 1/256 |
| 2007/08 | 1/256 |
| 2008/09 | 1/128 |
| 2009/10 | 1/128 |
| 2010/11 | 1/64  |
| 2012/13 | 1/64  |

## Відомі тренери
| Роки роботи | Головний тренеп              |
| ----------- | ---------------------------- |
| 2003—2004   | Петро Потєшкін               |
| 2005—2006   | Олег Євсюков                 |
| 2006—2007   | Вадим Хафізов                |
| 2007        | Володимир Пономарьов (в. о.) |
| 2008        | Федір Щербаченко             |
| 2009        | Сергій Савченков             |
| 2009        | Віктор Демидов               |
| 2010—2011   | Олександр Саітов             |
| 2012—2013   | Євген Борзикін               |
| 2013        | Умар Карсанов                |

## Відомі гравці
- Максим Аристархов
- / Сергій Васильєв
- / Юрій Недашковський